# Skrivkonsten i Indien
När och hur skrivkonsten uppfunnits eller införts i Indien är ännu oavgjort. Under vedatiden var den okänd. Men att den var använd flera hundra år f. Kr. kan man anse såsom säkert. Troligen begagnades den i början för det praktiska livets behov och först sedermera inom den egentliga litteraturen, vilken länge, i synnerhet den heliga, fortplantades blott genom muntlig tradition. De äldsta kända skrifttecknen för indiskt språk daterar sig från mitten av 200-talet f.Kr. och är de, som förekommer i Ashokas klippinskrifter. I dessa användes två olika alfabet. 
Det ena är av tydligt semitiskt ursprung, och texten skrives från höger till vänster. Det andra, vars inskrifter läses från vänster till höger, anses också av de flesta vara ett semitiskt lån, medan somliga antar, att det är uppfunnet inom Indien. Det är detta senare, vilket är stammodern till alla de indiska alfabeten. Ett av dessa kallas devanagari (egentl, gudomlig eller hinduisk stadsskrift). Ur samma källa har utvecklats en hel mängd, delvis ganska betydligt avvikande, alfabet såväl för äldre och yngre indiska dialekter som för de
dravidiska språken. 
Devanagari är en modifierad konsonantskrift: Varje konsonanttecken (enkelt eller sammansatt) uttala med en följande kortvokal, såvida det inte med särskilda tecken är angivet, antingen att en annan vokal än kort a skall uttalas efter konsonanten, eller att denna icke efterföljes av någon vokal alls. Från Ashokas tid fram till våra dagar har man en tämligen oavbruten rad av inskrifter på klippor, pelare, kopparplåtar och mynt. 
Quintus Curtius omtalar, att indierna på Alexanders tid (326 f.Kr.) skrev på palmblad, och så sker ännu i dag. I Indiens klimat kan manuskript av sådant material inte bevaras någon längre tid. De allra flesta bevarade skrifterna är därför unga avskrifter, många från senare tider på papper. Ett indiskt manuskript av 400 års ålder är redan ovanligt gammalt; mycket få överstiger 500 år, och endast två härstammar från år 1132 respektive 1008 e. Kr. Det sista kommer från det kyliga och torra höglandet Nepal. - De första notiserna om Indiens gamla språk och litteratur kom till Europa genom katolska missionärer.

## Hindi och urdu
Urdu begagnar den persiska formen av det arabiska alfabetet, det eleganta nestalik, för handskrifter och litografiskt tryck, som av indierna föredragas framför typtryck, och det kursiva shikeste för dagligt bruk, båda med tillägg av särskilda bokstäver för de sanskritiska språkens i arabiskan icke förekommande cerebralljud. Hindi däremot använder devanagari, som tidigare kallats nagari, för all icke-religiös litteratur, jämte en därav kursiverad form, kallad kajasthi eller kaithi, för det dagliga behovet. En ännu större ombildning av nagari nyttjas i handelskorrespondensen och kallas saravi (av sarrav, växlare) eller mahajani (av mahajan, bankir). 

## Antal alfabet
En indisk statlig utredning på 80-talet angav att det i Indien finns 38 olika alfabet i användning. Några språk är dock fortfarande utan alfabet. 